# قرية مكسيكو (نيويورك)
قرية مكسيكو (بالإنجليزية: Mexico (village), New York)‏ هي منطقة سكنية تقع في الولايات المتحدة في مقاطعة أوسويغو، نيويورك. يقدر عدد سكانها بـ 1,624 نسمة ومساحتها 5.5 كم2 وترتفع عن سطح البحر 125 متر.

## التركيبة السكانية
حدّد مكتب تعداد الولايات المتحدة بيانات التركيبة السكانية لقرية مكسيكو في تعداد الولايات المتحدة. في ما يلي، التركيبة السكانية حسب تعدادي 2000 و2010.

### تعداد عام 2000
بلغ عدد سكان قرية مكسيكو 1,572 نسمة بحسب تعداد عام 2000، وبلغ عدد الأسر 652 أسرة وعدد العائلات 428 عائلة مقيمة في القرية. في حين سجلت الكثافة السكانية 283.2 نسمة لكل كيلومتر مربع (733.5/ميل2). وبلغ عدد الوحدات السكنية 721 وحدة بمتوسط كثافة قدره 129.9 لكل كيلومتر مربع (336.4/ميل2).
وتوزع التركيب العرقي للقرية بنسبة 98.28% من البيض و0.19% من الأمريكيين الأفارقة و0.32% من الأمريكيين الأصليين و0.19% من الأمريكيين ذوي الأصول الآسيوية و0.06% من سكان جزر المحيط الهادئ و0.13% من الأعراق الأخرى و0.83% من عرقين مختلطين أو أكثر و0.57% من الهسبانيون أو اللاتينيون من أي عرق.
بلغ عدد الأسر 652 أسرة كانت نسبة 38.5% منها لديها أطفال تحت سن الثامنة عشر تعيش معهم، وبلغت نسبة الأزواج القاطنين مع بعضهم البعض 48.5% من أصل المجموع الكلي للأسر، ونسبة 13.3% من الأسر كان لديها معيلات من الإناث دون وجود شريك، بينما كانت نسبة 3.8% من الأسر لديها معيلون من الذكور دون وجود شريكة وكانت نسبة 34.4% من غير العائلات. تألفت نسبة 29.8% من أصل جميع الأسر من عدة أفراد يعيشون في نفس المنزل ونسبة 14.6% كانت تتألف من شخص يعيش بمفرده يبلغ من العمر 65 عاماً أو أكثر. وبلغ متوسط حجم الأسرة المعيشية 2.41، أما متوسط حجم العائلات فبلغ 2.98.
بلغ العمر الوسطي للسكان 36.3 عاماً. وكانت نسبة 27.6% من القاطنين تحت سن الثامنة عشر، وكانت نسبة 7.4% بين الثامنة عشر والرابعة والعشرين عاماً، ونسبة 27.6% كانت واقعةً في الفئة العمرية ما بين الخامسة والعشرين والرابعة والأربعين عاماً، ونسبة 24.2% كانت ما بين الخامسة والأربعين والرابعة والستين، ونسبة 13.2% كانت ضمن فئة الخامسة والستين عاماً فما فوق. يوجد لكل 100 أنثى 87.8 ذكر، ويوجد لكل 100 أنثى في الثامنة عشر من عمرها فما فوق 86.3 ذكر.
بلغ متوسط دخل الأسرة في القرية 35,761 دولارًا، أما متوسط دخل العائلة فبلغ 41,696 دولارًا. وكان متوسط دخل الذكور 39,306 دولارًا مقابل 23,875 دولارًا للإناث. وسجل دخل الفرد الخاص بالقرية 18,227 دولارًا. وكانت نسبة 9.4% من العائلات ونسبة 13% من السكان تحت خط الفقر، وكان من هؤلاء نسبة 15.1% تحت سن الثامنة عشر ونسبة 13.1% في الخامسة والستين من العمر وما فوق.

### تعداد عام 2010
بلغ عدد سكان قرية مكسيكو 1,624 نسمة بحسب تعداد عام 2010، وبلغ عدد الأسر 662 أسرة وعدد العائلات 449 عائلة مقيمة في القرية. في حين سجلت الكثافة السكانية 292.6 نسمة لكل كيلومتر مربع (757.8/ميل2). وبلغ عدد الوحدات السكنية 713 وحدة بمتوسط كثافة قدره 128.5 لكل كيلومتر مربع (332.8/ميل2).
وتوزع التركيب العرقي للقرية بنسبة 96.61% من البيض و0.31% من الأمريكيين الأفارقة و0.62% من الأمريكيين الأصليين و0.37% من الأمريكيين ذوي الأصول الآسيوية و0.18% من الأعراق الأخرى و1.91% من عرقين مختلطين أو أكثر و1.66% من الهسبانيون أو اللاتينيون من أي عرق.
بلغ عدد الأسر 662 أسرة كانت نسبة 36.6% منها لديها أطفال تحت سن الثامنة عشر تعيش معهم، وبلغت نسبة الأزواج القاطنين مع بعضهم البعض 44.4% من أصل المجموع الكلي للأسر، ونسبة 16.9% من الأسر كان لديها معيلات من الإناث دون وجود شريك، بينما كانت نسبة 6.5% من الأسر لديها معيلون من الذكور دون وجود شريكة وكانت نسبة 32.2% من غير العائلات. تألفت نسبة 26.7% من أصل جميع الأسر من عدة أفراد يعيشون في نفس المنزل ونسبة 11.3% كانت تتألف من شخص يعيش بمفرده يبلغ من العمر 65 عاماً أو أكثر. وبلغ متوسط حجم الأسرة المعيشية 2.44، أما متوسط حجم العائلات فبلغ 2.84.
بلغ العمر الوسطي للسكان 38.2 عاماً. وكانت نسبة 26.7% من القاطنين تحت سن الثامنة عشر، وكانت نسبة 7% بين الثامنة عشر والرابعة والعشرين عاماً، ونسبة 25.5% كانت واقعةً في الفئة العمرية ما بين الخامسة والعشرين والرابعة والأربعين عاماً، ونسبة 27.1% كانت ما بين الخامسة والأربعين والرابعة والستين، ونسبة 13.8% كانت ضمن فئة الخامسة والستين عاماً فما فوق. وتوزع التركيب الجنسي للسكان بنسبة 45.7% ذكور و54.3% إناث.